# Маньківка (Полтавський район)
Манькі́вка — село в Україні, у Новосанжарській селищній громаді Полтавського району Полтавської області . Населення становить 12 осіб. До 2020 орган місцевого самоврядування — Малоперещепинська сільська рада.

## Географія
Село Маньківка знаходиться на краю великого болота Велике. До села примикає лісовий масив (сосна). Поруч проходить залізниця, станція Собківка за 1 км.

## Історія
12 червня 2020 року, відповідно до розпорядження Кабінету Міністрів України № 721-р «Про визначення адміністративних центрів та затвердження територій територіальних громад Полтавської області», село увійшло до складу Новосанжарської селищної громади.
19 липня 2020 року, в результаті адміністративно — територіальної реформи та ліквідації Новосанжарського району, село увійшло до складу новоутвореного Полтавського району Полтавської області.

## Пам'ятки
Розташоване поблизу Малоперещепинського біологічного заказника державного значення.